# Volvo 140
Der Volvo 140 war ein Pkw des schwedischen Autoherstellers Volvo, der von August 1966 bis August 1974 produziert wurde. Es wurde in drei Karosserievarianten angeboten: als zwei- oder viertürige Limousine mit Stufenheck (P 142 bzw. P 144; schwedisch: Personvagn) und als fünftüriger Kombi (P 145). Die zweite Ziffer gibt die Zylinderzahl des Motors, die letzte die Anzahl der Türen an.

## Modellgeschichte

### Ausgangslage und Entwicklung
Mitte der 1960er Jahre war die Volvo Amazon (120er-Serie) technisch robust, aber hinsichtlich Platzangebot und Sicherheit veraltet. Volvo entwickelte daher die 140er-Serie, die 1966 debütierte. Diese neue Modellreihe sollte die Stärken der Amazon – wie die zuverlässige Mechanik, die hintere Starrachse und den Vierzylindermotor mit seitlicher Nockenwelle – beibehalten, jedoch mit modernisierter Technik und verbesserter Sicherheit punkten. 
Die Karosserie war völlig neu: eine eckige, geräumige Drei-Box-Limousine mit hohem Sicherheitsniveau. Parallel wurde eine Kombivariante entwickelt. Die Innenräume waren modern, ergonomisch und sicherheitsoptimiert gestaltet. Der Volvo 144 wurde 1966 von der schwedischen Zeitschrift Teknikens Värld zum Auto des Jahres gewählt.

### Verwandtschaft und Gemeinsamkeiten zu anderen Modellen
Die Modellreihe 140 hatte viel mit anderen Baureihen des Herstellers gemein. Vom Vorgänger Amazon (Serie P120) wurden beispielsweise Komponenten des Fahrwerks, die bereits erwähnten Motoren sowie Getriebeteile übernommen. Der Radstand (260 cm) und die Hinterachse wurden unverändert übernommen und erst während der Modellpflege (siehe unten) verändert – Radstand: 262 cm, Achse und Kardan verstärkt. Dieses Beispiel steht exemplarisch für das Prinzip Volvos, in technischer Hinsicht auf Bewährtes zu setzen. Durch die lange Bauzeit von Komponenten wird erreicht, dass eine sehr geringe Fehleranfälligkeit gegeben ist. 
Ein weiteres Beispiel hierfür ist die Motorenserie B 18/20. Diese Motoren wurden, mit geringen Änderungen über 15 Jahre, von 1960 bis 1977 in Volvo-PKW eingebaut. Diese Politik hat dazu beigetragen, dass Volvo als Hersteller sehr langlebiger und wartungsarmer Fahrzeuge gilt. Der Ruf, qualitativ hochwertige Fahrzeuge zu bauen, wurde zusätzlich dadurch gefestigt, dass Volvo ab Ende der 1960er Jahre in einigen Fabriken dazu überging, Fahrzeuge statt am Fließband von festen Gruppen zusammenbauen zu lassen. So besorgte im Werk Kalmar ein Team von mehreren Mechanikern immer den Zusammenbau eines ganzen Wagens, anstatt – wie vorher üblich – immer nur wenige Arbeitsschritte zu realisieren. Die erwartete Qualitätssteigerung setzte schon kurz nach Einführung dieser Fertigungsmethode tatsächlich ein.
Der sehr weit über die Hinterachse hinausragende Kofferraum war bereits in den Limousinenversionen sehr groß. Bei den nachfolgenden Modellen wurde dieses Merkmal, ebenso wie viele andere, übernommen.

### Modelleinführung
Die Produktion des Volvo 144 begann im Spätsommer 1966 im Werk Torslandaverken für das Modelljahr 1967. Die 140er-Serie führte eine neue dreistellige Nomenklatur ein: Die erste Ziffer stand für die Serie, die zweite für die Zylinderzahl, die dritte für die Anzahl der Türen. So war der 144 eine viertürige Limousine der ersten Serie mit Vierzylindermotor. 
Später im Jahr 1967 folgte der Volvo 142 (zweitürige Limousine), 1968 der Volvo 145 (fünftüriger Kombi). Die Modelle hatten eine kantige, moderne Form, die bis in die 1990er Jahre als Basis für die 200er-Serie diente. Der 1,8-Liter-Motor (B18) kam in zwei Varianten: 85 PS (ein Vergaser) oder 103 PS (zwei Vergaser). In Italien gab es die Ausstattungsvarianten Standard (85 PS, Basis), DL (85 PS, gehobener), S (103 PS, Basis) und S DL (103 PS, gehoben). Die 145 war auch als „Express“ mit erhöhtem Dach für mehr Ladevolumen erhältlich.

### Design
Die Baureihe 140 markiert den Einstieg Volvos in das mit dem Schlagwort „Boxiness“ verbundene Automobildesign.  Der Designer Jan Wilsgaard schuf mit der Baureihe 140 ein unaufgeregtes, aber dennoch modernes Automobil. Die Form ist von Geradlinigkeit und Kanten mit relativ kleinen Radien bestimmt, zum Beispiel die „Schultern“ entlang der Gürtellinie. Der Vorgänger 120 war dagegen ein rundliches Fünfziger-Jahre-Auto.
Die kantige Form ist aerodynamisch günstiger als andere, dynamischer erscheinende Konkurrenzmodelle. Das bis auf den verlängerten Bug nahezu baugleiche Nachfolgemodell Volvo 240 hat beispielsweise einen besseren cw-Wert als der W 123 von Mercedes-Benz. Weitere Vorteile der Karosserieform sind sehr bequemer Ein- und Ausstieg, gute Platzverhältnisse, geringe Verschmutzung der Seitenfenster, geringe Windgeräusche und wenig Auftrieb bei hohen Geschwindigkeiten. Der Nachfolger 240 wurde vorn etwas verlängert, erhielt eine andere Vorderachse und eine geneigte Front, die Grundkonstruktion blieb sonst gleich. Die Formensprache des 140 ist aber auch noch in den späteren Modelle Volvo 740 und Volvo 940 zu erkennen. Sie überdauerte bis weit hinein in die Neunzigerjahre – also mehr als 30 Jahre. Vor allem die Kombis behielten bis in die jüngste Zeit die steile Heckklappe für mehr Laderaumvolumen. Die „Schultern“ entlang der Flanken des Fahrzeugs wurden als Stilmerkmal bei neueren Modellen wieder aufgegriffen, zum Beispiel beim Volvo V70.

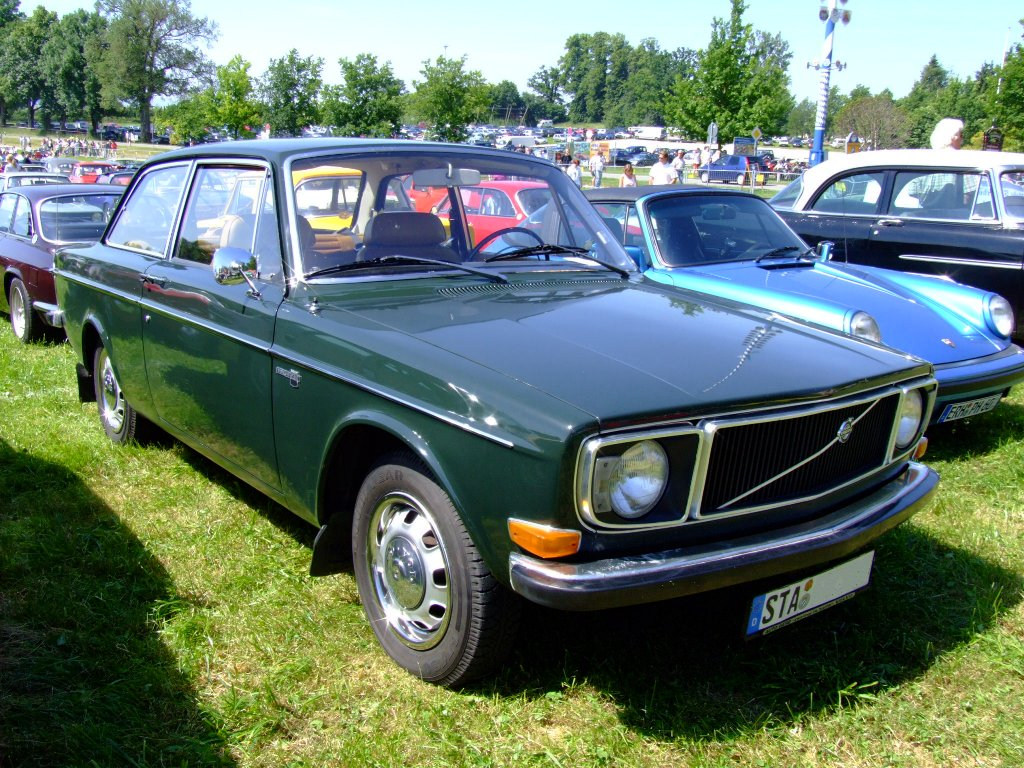
Volvo 142 (1971)
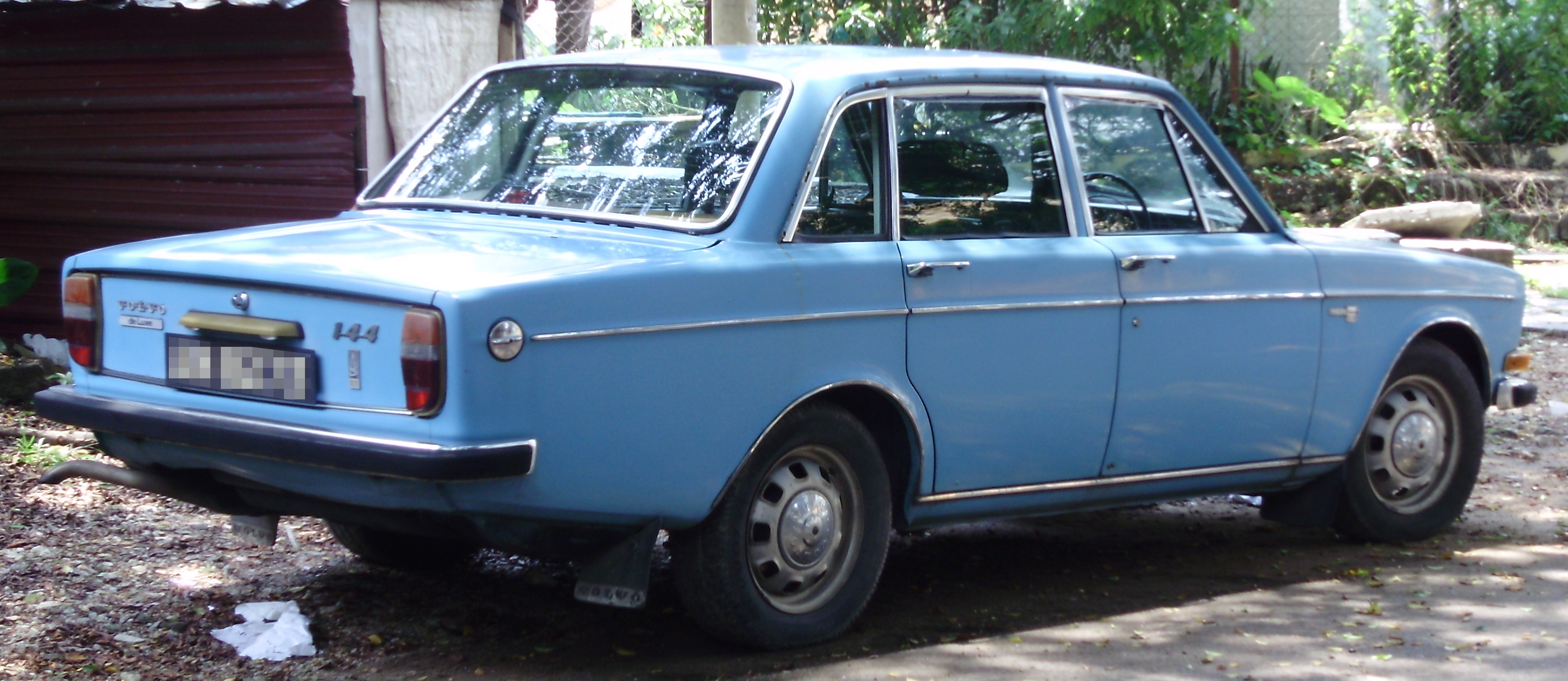
Heckansicht (MJ 1967–1972)
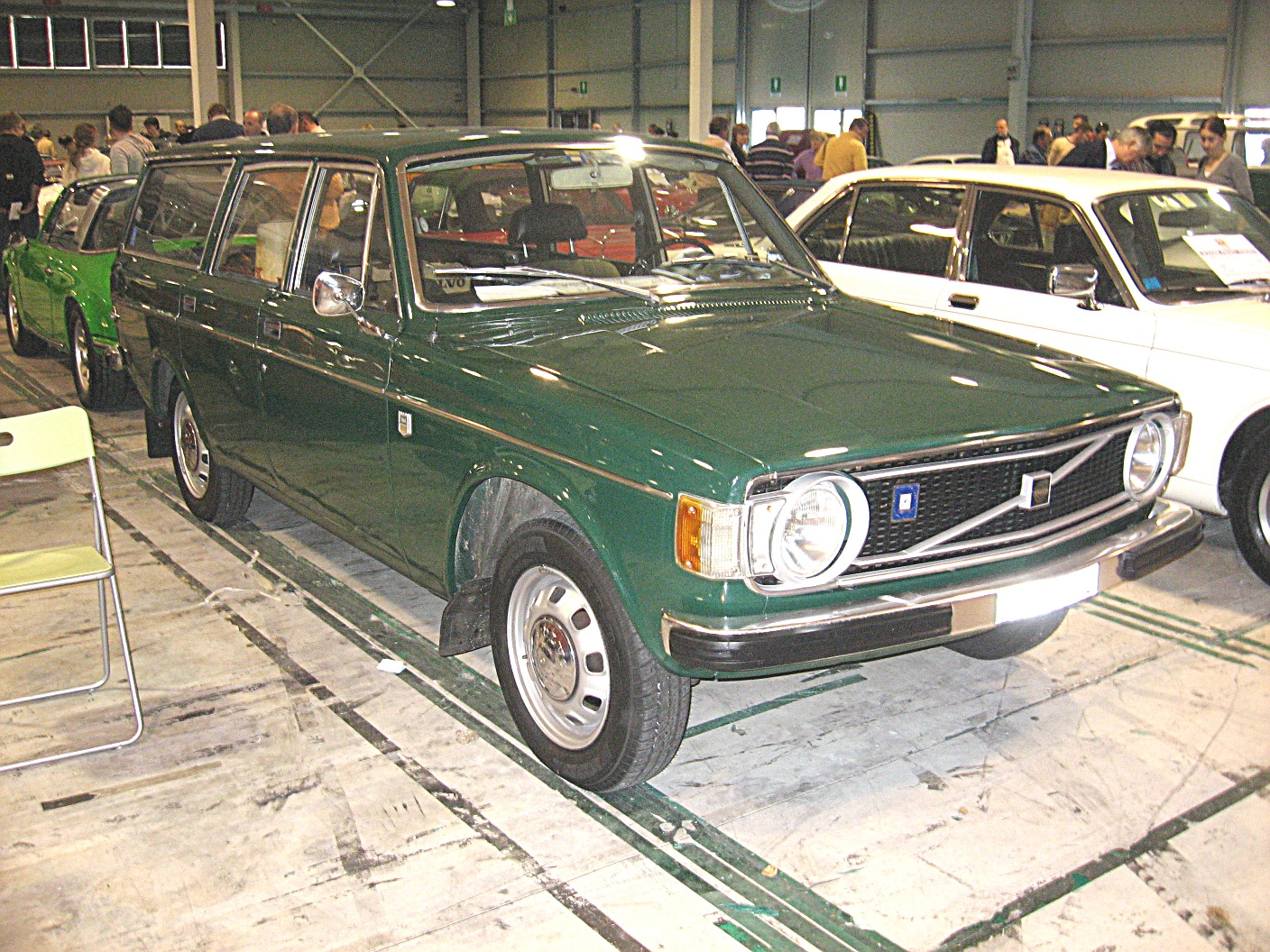
Volvo 145 (1973)
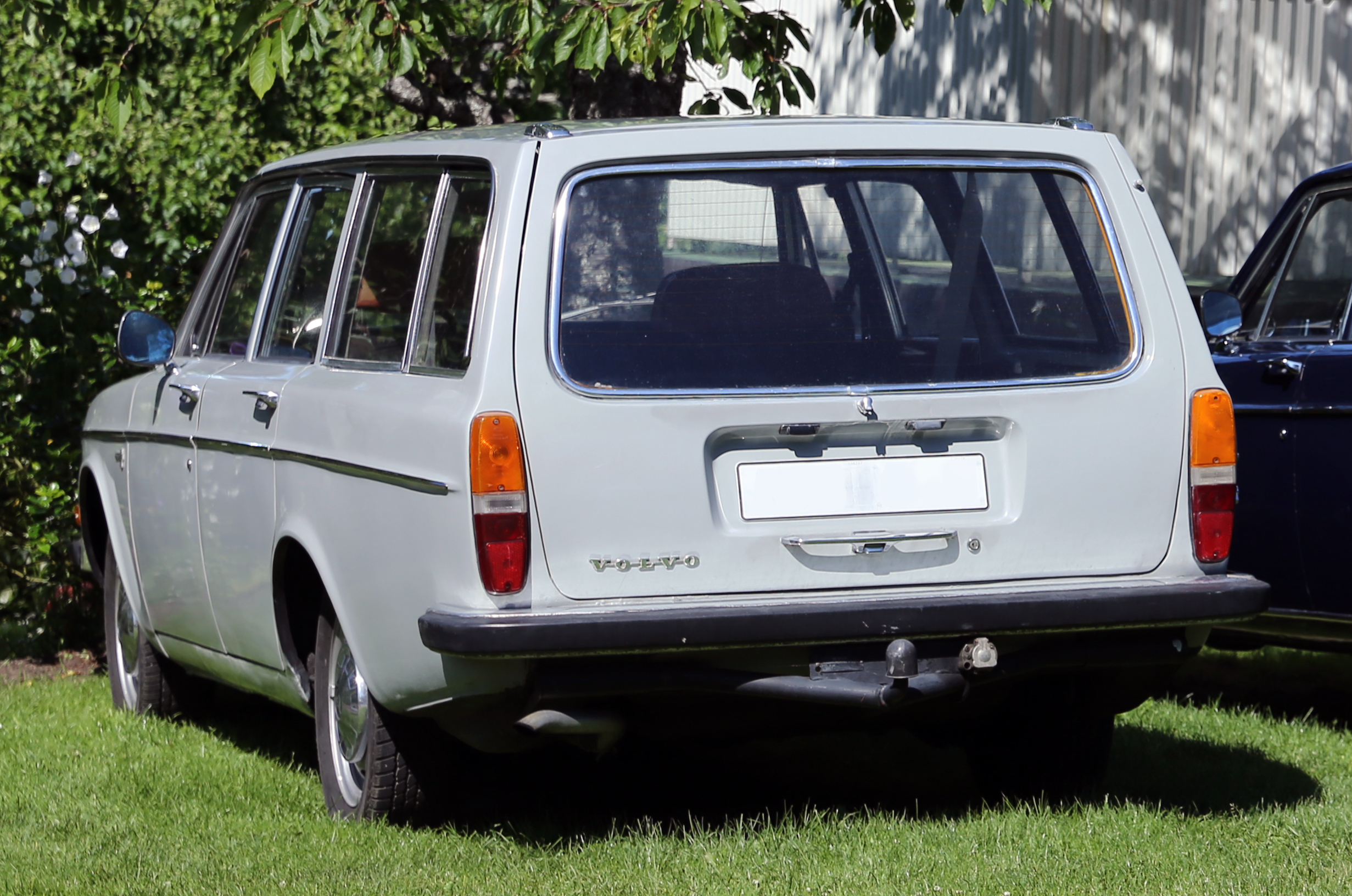
Volvo 145 Heckansicht (1970)

### Modellpflege
1968 erhielten die S-Varianten einen 2,0-Liter-Motor (B20, 100 PS), der die Fahreigenschaften verbesserte. 1969 ersetzte ein modernerer Generator den Dynamo, und die 145 erhielt ein einteiliges Heckseitenfenster. 1970 wurden Sicherheitsausstattungen wie Kopfstützen, beheizbare Heckscheibe und bei Kombis ein Heckscheibenwischer eingeführt. 1971 wurde die Modellpalette umstrukturiert: Die Basisversion hieß nun L (Luxe), die DL erhielt den 2,0-Liter-Motor (100 PS), und die neue GL-Version bot einen 2,0-Liter-Einspritzmotor (124 PS) sowie luxuriöse Ausstattung, etwa Leder. Neue schwarze Kühlergrills und verstärkte Stoßstangen wurden eingeführt.
Im Jahre 1972 folgten weitere Verbesserungen: ein neuer 2,0-Liter-Motor mit obenliegender Nockenwelle (88–126 PS, je nach Variante), neue Türgriffe und ein überarbeitetes Armaturenbrett. Die Express-Version des 145 wurde eingestellt. 1973 brachte ein Facelift einen neuen Kühlergrill, größere Rückleuchten, eine modernisierte Armaturentafel und Seitenaufprallschutz in den Türen. Die 142 wurde in Italien nicht mehr importiert. 1974 führte Volvo stoßabsorbierende Stoßstangen, verstärkte Türen, Scheibenwaschanlage für die Scheinwerfer und ein neues Bosch-Einspritzsystem (GL) ein.Produktion und NachfolgeInsgesamt wurden 412.986 zweitürige, 523.808 viertürige Limousinen und 268.317 Kombis produziert. Ende 1974 wurde die 140er-Serie durch die 240er-Serie abgelöst, die auf der gleichen Plattform basierte, jedoch weiterentwickelt war.

## Varianten

### Karosserievarianten
Es gab drei Varianten: Eine zweitürige Limousine (142), eine viertürige Limousine (144) und einen fünftürigen Kombi (145).
Vom 145 gab es eine Variante mit erhöhtem Laderaumdach, genannt „Express“. Dieses Modell sollte als Großraumtransporter den 1969 eingestellten Volvo Duett ersetzen. Es wurde auf dem deutschen Markt jedoch nie angeboten. Zwei Konfigurationen waren lieferbar: ein Standard-Fünfsitzer mit zwei zusätzlichen, versenkbaren, rückwärtsgewandten Sitzen im Kofferraum sowie ein Zweisitzer mit der Möglichkeit, die hinteren Scheiben durch weniger empfindliche Bleche zu ersetzen.
Der 142 war der Einfachste, deswegen wurden bei diesem Modell die höheren Ausstattungslinien auch weitaus seltener geordert als bei dem Volumenmodell 144.

### Ausleitungen zu anderen Volvo-Modellen
Aus der Baureihe 140 wurde der Volvo 164 abgeleitet, der im August 1968 auf den Markt kam.
Um den Importzoll zu vermeiden, wurden die für die EWG bestimmten Limousinen in Belgien aus CKD-Bausätzen in dem 1965 eröffneten Volvo-Werk im Genter Hafengebiet montiert. Die Kombis für den europäischen Markt kamen aus Schweden. Insgesamt wurden 412.986 zweitürige Wagen vom Typ 142, 523.808 Viertürer Volvo 144 und 268.317 Kombis Volvo 145 hergestellt.
In den Benelux-Staaten war die Baureihe 140 seit ihrer Einführung sehr beliebt, weshalb dort eine aktive Szene anzutreffen ist. Hier finden sich auch oft Umbauten mit Autogasanlagen. Dabei sinkt die Leistung etwas ab und der Verbrauch steigt leicht an. Abgesehen von einem Tank, der sich in der Kofferraumnische über der Hinterachse verbauen lässt, und einigen Leitungen sind keine großen Änderungen notwendig.
Zwischenzeitlich dachte Volvo auch über eine zweitürige Version mit der Bezeichnung 162 nach, was jedoch wieder verworfen wurde, obwohl eine italienische Karosseriefirma bereits einen fahrtüchtigen Prototyp gefertigt hatte. Erst mit dem Volvo 262 C verwirklichte man die Idee eines „großen Coupés“ mit Sechszylindermotor, die später der Volvo 780 fortführte.
Nachfolger des Volvo 140 war die im Sommer 1974 eingeführte Modellreihe Volvo 240, die im Wesentlichen ein vorn verlängerter 140 mit MacPherson-Federbeinen statt Doppelquerlenkern an der Vorderachse, anderen Scheinwerfern und Rückleuchten war. Das technische Konzept blieb gleich.

## Technik und Sicherheit
Die Konstruktion des Vierzylinder-Ottomotors mit hängenden Ventilen und fünffach gelagerter Kurbelwelle mit 75 PS (55 kW) (Typ B 18 A) bis 124 PS (91 kW) (Typ B 20 E) war bereits vom Volvo 120 (Amazon) bekannt, durch Änderungen an Ansaug- und Auspuffanlage wurde jedoch eine Leistungssteigerung erzielt. Im Wesentlichen unverändert blieben das Vierganggetriebe und das Fahrwerk mit Schraubenfedern und Teleskopstoßdämpfern an allen Rädern, einzeln an doppelten, ungleich langen Querlenkern aufgehängten Vorderrädern, Gemmer-Lenkung und einer angetriebenen starren Hinterachse an vier Längslenkern und Panhardstab. Die Längslenker waren nun allerdings verlängert, sodass sich die Bodenhaftung der Räder verbesserte.
Neuartig war bei der Präsentation 1966 die Zweikreisbremsanlage in LL-Aufteilung mit Scheibenbremsen an allen Rädern und ab Herbst 1972 (Modelljahr 1973) die gegen Seitenkollisionen verstärkten Türen mit eingebauten Stahlrohren. Die Handbremse wirkte auf Trommeln in der Nabe der hinteren Bremsscheiben. Weitere Sicherheitsmerkmale waren Dreipunktsicherheitsgurte an vier Sitzen, Kopfstützen vorne (optional und GL-Version auch hinten), Scheiben aus Verbundglas, in die Karosserie integrierte Überrollbügel, Knautschzonen vorne und hinten – daher die Kofferraumklappe mit hoher Ladekante für mehr Stabilität und eine Sicherheitslenksäule mit einer Sollbruchstelle im Motorraum, die ein „Aufspießen“ des Fahrers bei einem Frontalaufprall verhinderte. Die Karosserie ist so ausgelegt, dass die Fahrgastzelle eine frontale Kollision mit einem Betonblock bei 50 km/h ohne größere Verformung übersteht. Mit diesen Maßnahmen festigte Volvo seinen Ruf als Hersteller von sehr sicheren und langlebigen Autos. Außerdem entdeckte Volvo als einer der ersten Hersteller das Feld Sicherheit als Werbemöglichkeit. Vor allem in den USA, dem Hauptabsatzmarkt des 140, gab es dazu Werbung im Fernsehen.
Die Kehrseite der umfangreichen Sicherheitsausstattung und stabilen Bauweise war jedoch ein vergleichsweise hohes Gewicht und damit ein verhältnismäßig hoher Verbrauch und mäßige Beschleunigungswerte. Trotzdem erreichten die Wagen, insbesondere mit den leistungsstärkeren Motoren über 100 PS, Endgeschwindigkeiten von über 150 km/h (siehe Datenblatt).
Wegen der langen und strengen Winter in Schweden, den USA und Kanada baute Volvo eine sehr solide Elektrik ein und stattete den Wagen mit einer größeren Batterie und einem stärkeren Anlasser (1,5 statt 1 PS) aus. Die Rostvorsorge war außerdem überdurchschnittlich gut. So war beispielsweise der Unterboden komplett mit einer Bitumenschicht versehen. Außerdem wurde die Karosserie nach dem Schweißen phosphatiert und gefährdete Bereiche zusätzlich galvanisch behandelt.
Grundsätzlich gelten die 140er-Modelle – wie einige andere Volvo-Baureihen – als besonders robuste, langlebige Automodelle. So sollen etliche der 1973 nach Nordkorea gelieferten Volvo 144 trotz eklatanter Ersatzteilprobleme noch immer durch die Straßen des Landes rollen.

## Übersicht der Modelljahre und Weiterentwicklung der Baureihe
Ein neues Modelljahr wurde jeweils im August, nach dem Ende der Werksferien, begonnen. Daher ist zum Beispiel ein im September 1972 produzierter Wagen ein Fahrzeug des Modelljahres ’73. Nomenklatur: Die letzte Ziffer im Modellnamen stand für die Anzahl der Türen. Ein „S“ dahinter kennzeichnete eine Zweivergaserausführung. Später kamen noch die Bezeichnung „E“ für Fahrzeuge mit Einspritzmotor bzw. „GT“ bei Umbauten mit sportlicher Auslegung hinzu. Die Ausstattungsvarianten („Luxe“, „de Luxe“ oder „Grand Luxe“ – später: L, DL oder GL) wurden der Modellbezeichnung hintan gefügt. Bei Fahrzeugen mit Automatik- oder Overdrive-Getriebe wurde durch „Automatic“- oder „Overdrive“-Schriftzüge auf diese Ausrüstung hingewiesen. Mit der Einführung der B20-Motoren zierte ein gleichlautender Schriftzug den Kühlergrill. Das Overdrive-Getriebe M41 war nur im Grand Luxe serienmäßig und mit einem A-Motor (Einfachvergaser) nicht bestellbar. Die Modell- und Modellbezeichnungspolitik von Volvo änderte sich jährlich und auf den verschiedenen Märkten uneinheitlich. Deswegen gibt es in der folgenden Auflistung einige Überschneidungen. Grundsätzlich beziehen sich die Angaben auf den deutschen Markt. Die genannten Kennbuchstaben sind jeweils Teil der Fahrgestellnummer eines Fahrzeugs.
1967: Kennbuchstabe „M“
Erste Modellvariante. Lieferbar sind erst der Viertürer, dann der Zweitürer.
Lieferbar sind zwei Ausstattungslinien: Die in Skandinavien „Favorit“ genannte Basisausstattung für alle Karosserievarianten und die später „Grand Luxe“ genannte, an den Volvo 164 angelehnte gehobene Ausstattung nur für den 144. Darüber hinaus ist der „S“-Motor nur für den 144 verfügbar. Es findet keine Kennzeichnung der Modellvarianten an der Karosserie statt.
Die viertürigen Fahrzeuge sind wahlweise mit zwei vorderen Einzelsitzen oder einer durchgehenden vorderen Sitzbank erhältlich. Erstere Variante ist optional mit Kopfstützen versehen. Dreipunktgurte sind vorne serienmäßig, auf der Rücksitzbank sind diverse Gurtvarianten möglich.
Die Heckscheibe ist noch nicht elektrisch beheizbar, sondern wird durch Rohre-Gebläse-Kombinationen mit Warmluft versorgt und ggf. entfrostet.
1968: Kennbuchstabe „P“

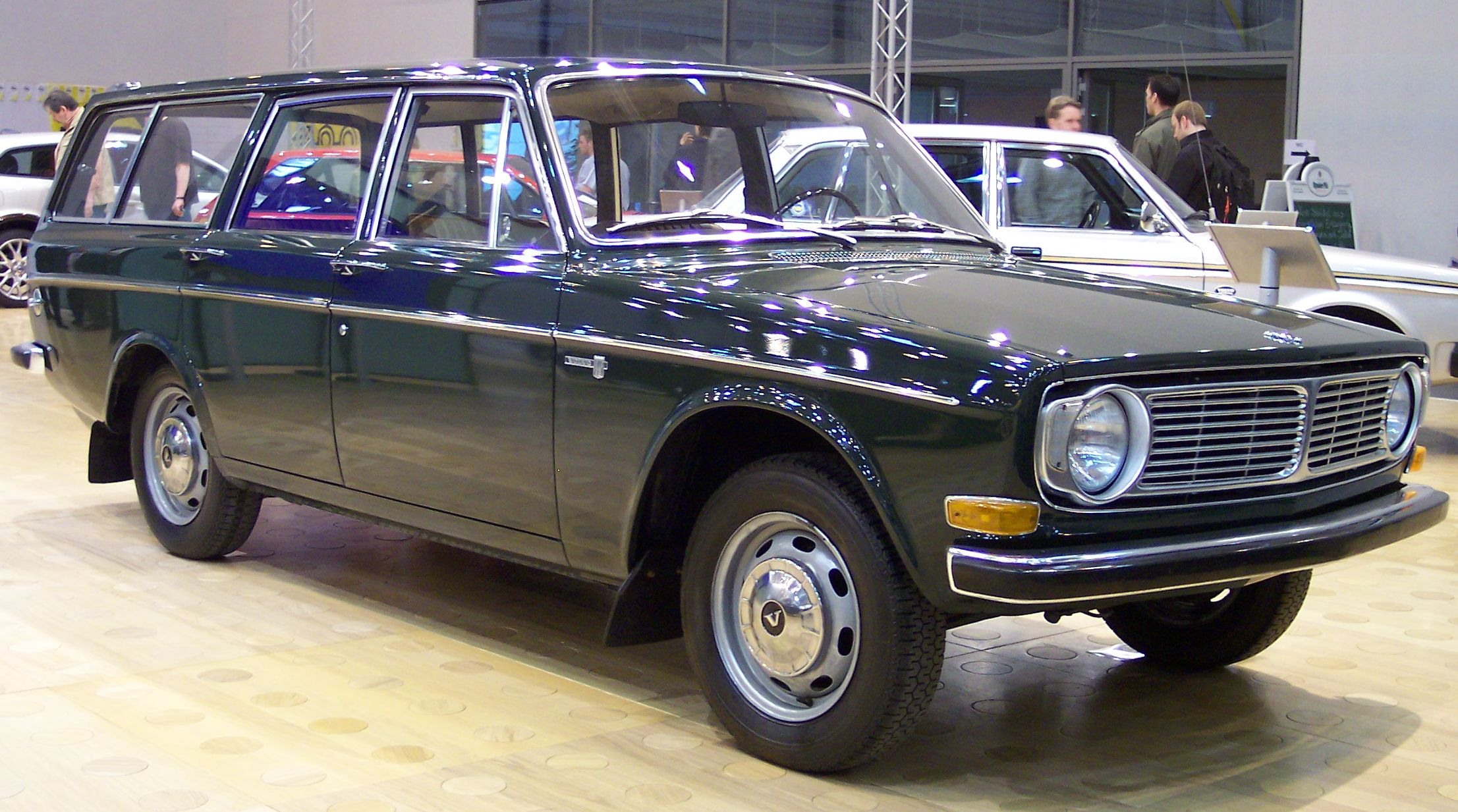
Volvo 145 (1968)

Einführung der fünftürigen Karosserievariante 145 im November 1967 (MJ 1968; siehe Beschreibung oben). Die Außenspiegel sind bei diesem Modell an den Kotflügeln montiert. Übernahme der Gurt- und Sitzmöglichkeiten vom 144.
Der Zweivergasermotor „S“ ist nun für alle Karosserievarianten lieferbar.
Schwarze Türverriegelungsknöpfe aus Kunststoff ersetzen verchromte. Erweiterung der Farbpalette.
1969: Kennbuchstabe „S“
Einführung der B-20-Motoren. Eine Leistungssteigerung vorrangig durch den Hubraumgewinn verzeichnet jedoch nur der Einvergasermotor B 20 A gegenüber dem B 18 A (7 PS mehr). Das Drehmoment steigt jedoch bei beiden Motorvarianten deutlich. Der B 20 B wird mit einem drehzahlgeregelten Lüfter ausgestattet, der sich allerdings nicht bewährt und 1970 oder 1971 nicht mehr weiter verbaut wird. Beabsichtigt war eine geringere Geräuschentwicklung bei schneller Fahrt mit hohen Drehzahlen.
Alle Karosserie- und Modellvarianten werden mit einer Drehstrom-Lichtmaschine statt der Gleichstrom-Lichtmaschine ausgestattet. Sitzflächen der Sitze statt mit Kunstleder (Polyvinylchlorid) mit Stoff bespannt. Erweiterung der Farbpalette; Einführung der Taxi-Version (nur Schweden), diese hat auch in der Einvergaserversion Vergaser von Skinner United.
Die Außenspiegel des 145 werden nicht mehr am Kotflügel, sondern an der Tür montiert.
1970: Kennbuchstabe „T“

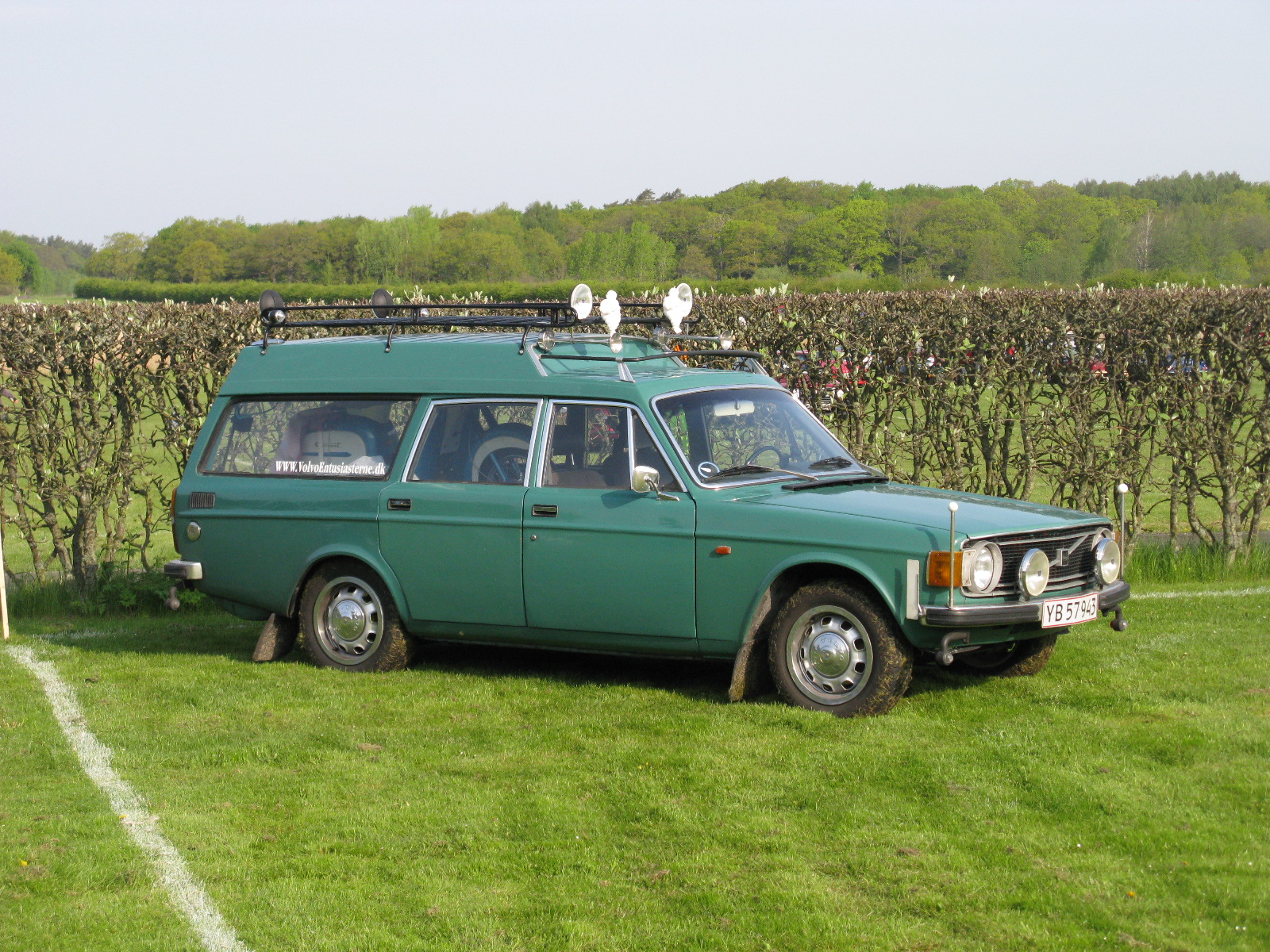
Volvo 145 Express, Anbauteile nicht serienmäßig.

Einführung der auf dem deutschen Markt nicht lieferbaren Hochdachversion 145 Express in drei Varianten: Standardversion mit zwei weiteren, entgegen der Fahrtrichtung ausgerichteten Zusatzsitzen im Kofferraum; zweisitzige Version wahlweise mit Blech- oder Glasverkleidung ab B-Säule.
Elektrisch beheizbare Frontsitze lieferbar; Heckscheibe nun elektrisch beheizt (Ausnahme Kombi: Scheibenwischer und Spülung). Einbau einer Warnblinkschaltung.
In Deutschland ist nur noch die „S“-Motorisierung des Kombis erhältlich. Alle in Deutschland ausgelieferten Volvo 145 stammen aus den Jahren 1968–1969 und 1973–1974.
Letztes Modelljahr mit dem an den Vorgänger Volvo 120 (Amazon) erinnernden Frontgrill.
Einführung des GT-Pakets beim 142: Frontspoiler, spezielle GT-Rundinstrumente, Sportlenkrad, im Grill integrierte Zusatzscheinwerfer und abweichende Felgen lieferbar. Außerdem wurden mit dem über Volvo-Händler vor allem in den USA, Schweden und der Schweiz zu beziehenden Paket umfangreiche Änderungen des Motors realisierbar: bessere Doppelvergaser, Hubraumvergrößerung und weitere Modifizierungen sorgten für eine Leistung zwischen 128 und 180 PS. In Deutschland war das GT-Paket nur schwierig zu bekommen.
In Anlehnung an diese sportliche Variante waren auf sämtlichen Märkten über Volvo-Vertragswerkstätten Tuningkits und sonstiges „Sportzubehör“ unter der Bezeichnung Volvo R-Sport lieferbar.
Ein Stahlschiebedach als Sonderausstattung ist lieferbar. Erweiterung der Farbpalette.
1971: Kennbuchstabe „U“
Verlängerung des Radstandes um 2 cm (zurückversetzte Hinterachse). Breitere Felgen und Reifen (5 Zoll), wirkungsvollere Bremsen, größerer Wasserkühler. Entfall der serienmäßigen Liegesitzbeschläge.
Drei Ausstattungsvarianten lieferbar: Basismodell Luxe (L), De Luxe (DL) und Grand Luxe (GL).
Neues Frontdesign: Grill (Kunststoff statt Aluminium) erstmals in dieser Modellreihe mit dem charakteristischen Volvo-Querbalken bei den DL- und GL-Modellen. Die Einstiegsvarianten (nur 142 und 145) behalten weiterhin Innenraumdetails, die schlankeren 4,5-Zoll-Felgen/-Reifen und den Kühlergrill der älteren Modelljahre. Die Einsteigermodelle wurden in Deutschland nicht separat bezeichnet, in Skandinavien hingegen hießen sie „Favorit“, in England „Luxe“.
Die GL-Modelle werden auf einigen Märkten (z. B. Schweden, Deutschland) mit dem neuen, höher verdichteten Motor B 20 E mit elektronischer Benzineinspritzung ausgerüstet. Aufgrund der deutlich gestiegenen Leistung werden die Kardanwelle und die Hinterachse verstärkt und die Bremsscheiben und -beläge stärker dimensioniert. Für diese Motorenvariante sind nur das Automatik- und das M41-Overdrive-Getriebe lieferbar. Damit setzt sich die GL-Ausstattungslinie in technischer Hinsicht deutlich von den Standardmodellen mit B20 A-, B- und D-Motor ab. Das GT-Paket ist nun problemlos auch in Deutschland lieferbar (z. B. andere Felgen, Rundinstrument etc.). Ausstattungsmerkmale der sehr teuren und seltenen GL-Ausstattung waren neben dem Einspritzmotor ein Schiebedach, Lederausstattung, Automatikgurte, ein Radio, ein Getriebe mit Overdrive, Zusatzscheinwerfer auf der Stoßstange vorne und hinten (Nebelleuchten) sowie eine Metalliclackierung. In Deutschland ist nur der 144, in Schweden nur der 142 als GL lieferbar.
Der Motor B 20 B wird in Schweden durch den B 20 D ersetzt (90 PS). Wechsel der Vergasermodelle bei B 20 B von SU HS 6 zu HIF 6 – diese sind wartungsärmer und zuverlässiger, unter anderem durch eine integrierte Schwimmerkammer, die weniger hitzeempfindlich ist. Das Vergasermodell war außerdem ab dem Modelljahr 1972 mit zwei Chokes erhältlich, was Kaltstarts erleichterte.
Die Rückbank aller Limousinen kann mit Kopfstützen versehen werden.
Das vormals geteilte hintere Seitenausstellfenster im Laderaum des Kombis war nun nicht mehr vorhanden. Stattdessen wurde ein ungeteiltes, nicht zu öffnendes Fenster verbaut.
Erweiterung der Farbpalette.
1972: Kennbuchstabe „W“

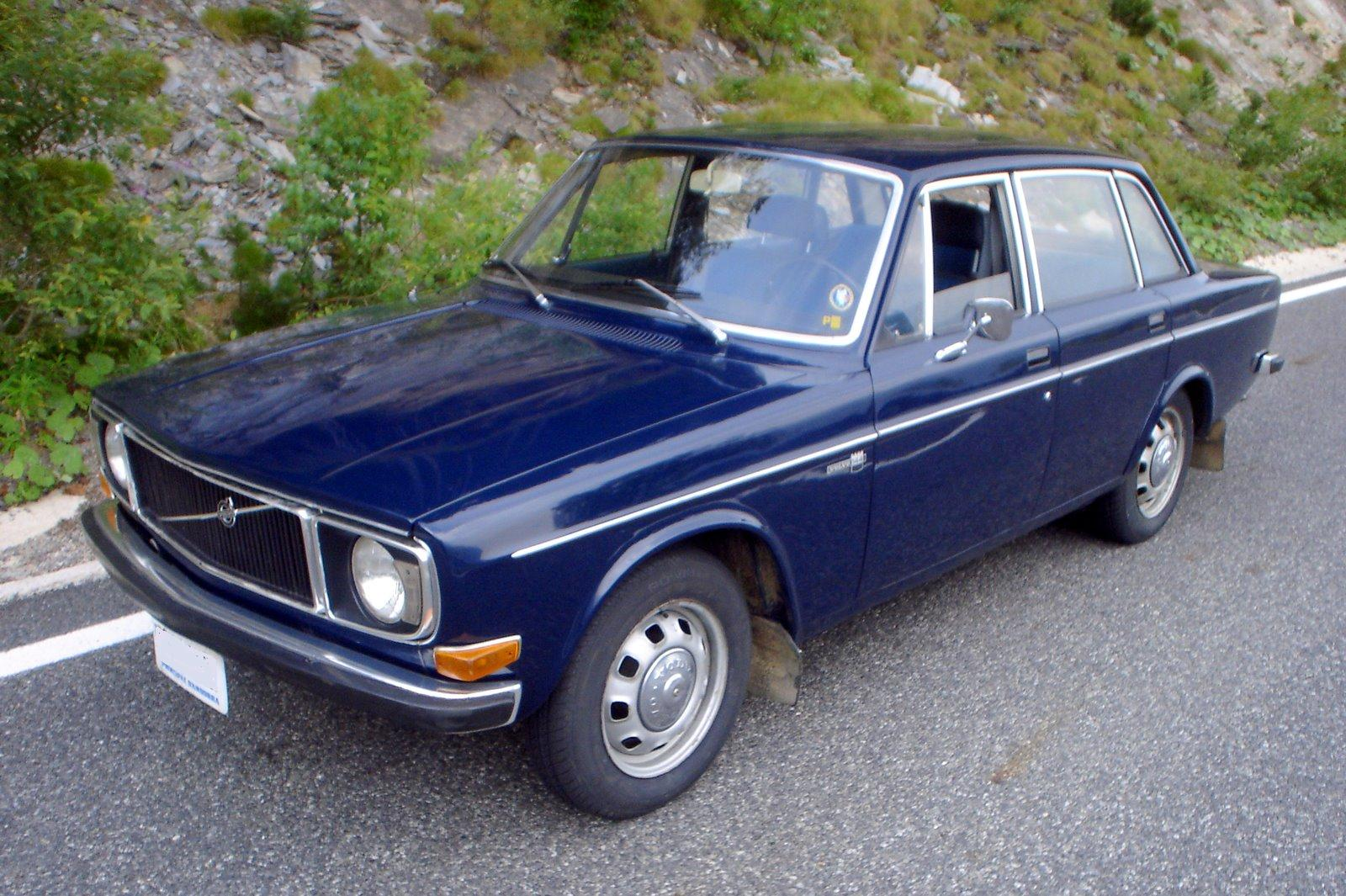
Volvo 144 (1972)

Überarbeitete Inneneinrichtung, u. a. mit englisch beschrifteten anstatt mit Symbolen versehenen Knöpfen und Schaltern in anderer Anordnung. Wegen des kürzeren Schaltknüppels wird die Mittelkonsole mit Uhr und Platz für den Einbau von Zusatzinstrumenten und weiteren Schaltern Serienausstattung. Die ohne Ausstattungsbezeichnung (siehe Modelljahr 1971) ausgelieferte Einstiegsversion ist auf dem deutschen Markt weiterhin erhältlich.
Die Vordertüren erhalten Kartentaschen, die Kopfstützen werden schmaler. Bei Choke-Benutzung leuchtet eine Kontrollleuchte im Kombiinstrument. Das Zwei- wird durch ein Vierspeichenlenkrad („Schmetterling“) ersetzt, das dem des letzten Amazon entspricht. Der Automatikwählhebel mit beleuchteter Kulisse wird auf dem Kardantunnel angeordnet. Ab 1. Januar 1972 wird ein optischer und akustischer Gurtwarner bei nicht angelegten vorderen Gurten eingebaut. Es ertönt ein lauter, dauerhafter Warnton, wenn die Gurte bei eingelegtem Gang nicht in den Verankerungen sitzen.
Die Mittelkonsole war nun mit Holzfolie versehen anstatt wie vorher aus schwarzem Plastik. Bei der DL-Ausführung erhielt darüber hinaus auch das Armaturenbrett ein Dekor aus Holzfolie.
Veränderte, bündig in die Karosserie eingelassene Türgriffe.
Veränderte Motoren: Einführung des B 20 F mit 115 PS und Abgasreinigung, der mit Kraftstoff 94 ROZ läuft (zunächst nur USA, ab 1973 auch in Deutschland). Der B 20 E leistet nun mit Ölkühlung 124 PS statt 120, der B 20 D 95 statt 90 PS (DIN). Erweiterung der Farbpalette.
1973: Kennbuchstabe „Y“

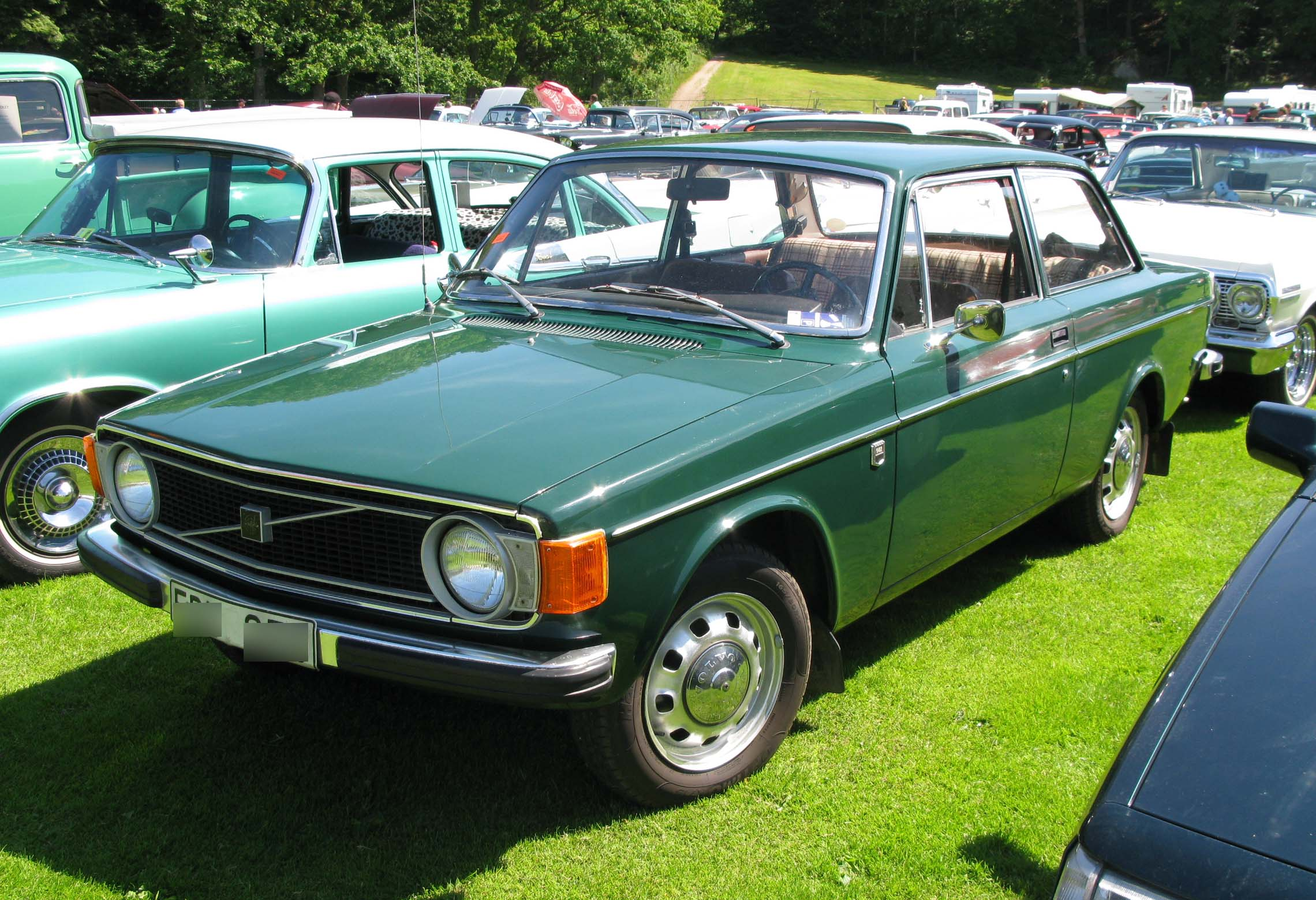
Volvo 142 (1973)

Neues Frontdesign mit Kühlergrill aus schwarzem Kunststoff und größeren Blinkergläsern. Geändertes Heck mit größeren Vierkammer-Rückleuchten (ähnlich denen der ersten 240-Modelle) bei den Limousinen, Stahlrohre als Seitenaufprallschutz in den Türen, überarbeitete, kräftigere Stoßfänger. Das vordere Kennzeichenschild wird nun auf der Stoßstange montiert statt darunter.
Erneut überarbeitete Inneneinrichtung mit neuer Instrumententafel ohne Holzfolien, Kombiinstrument mit rundem Geschwindigkeitsmesser statt Bandtacho und neuem Lenkrad mit Sicherheits-Pralltopf. Innenverstellbare Außenspiegel. Die Zug- und Druckschalter werden durch Kippschalter ersetzt. Kindersicherung bei den hinteren Türen.
Die Fertigung des 145 Express-Kombi mit Hochdach endet. Der „normale“ 145 ist in Deutschland nun auch mit dem Zweivergasermotor B 20 B lieferbar. Statt des B 20 D ist in Deutschland nun wieder ausschließlich der B 20 B als „mittlere“ Motorisierung lieferbar. Die Nachfrage nach diesem Motor in Deutschland schwindet jedoch durch die Einführung des Motors B 20 F mit Benzineinspritzung. Umstellung aller Motorenmaße von Zoll auf Metrisch.
Der Scheibenwischer wird grundlegend verändert: Der Wischermotor wird in den Motorraum verlegt, die Spritzwasserdüsen werden in der Mitte der Motorhaube zusammengefasst. Bedient wird der Wischer nun über einen blinkerähnlichen Hebel rechts an der Lenksäule. Auf Wunsch war eine Klimaanlage lieferbar (Einbau in der Mittelkonsole mit Düsen vorne links, rechts und mittig).
Ausschließlich für die USA ist eine Servolenkung lieferbar, allerdings nur in Verbindung mit der teuren GL-Ausstattung.
Automatikgurte hinten sind nun auch im DL vorhanden.
1974: Kennbuchstabe „A“

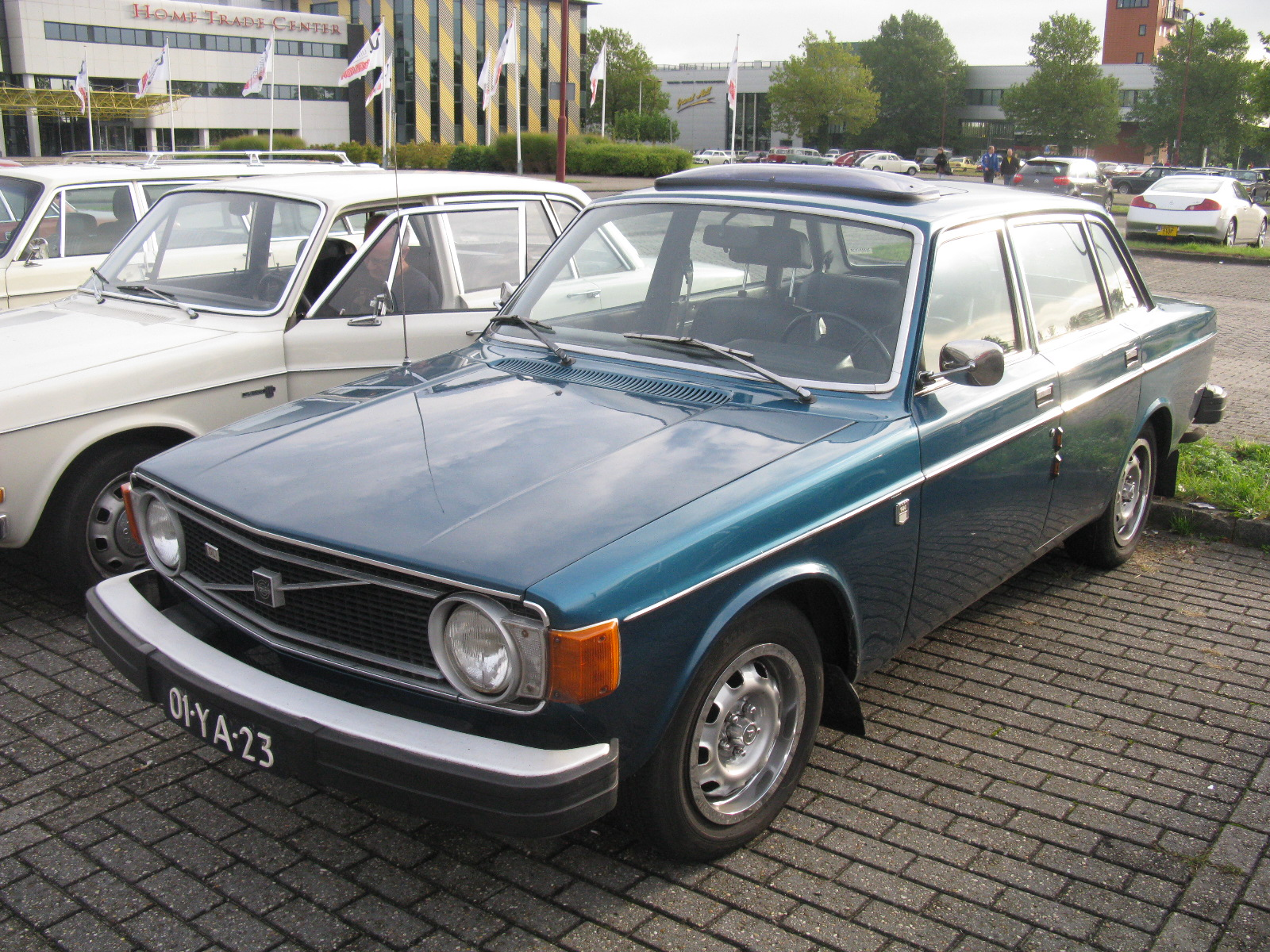
Volvo 144 GL (1974)

Das letzte Modelljahr brachte nochmals überarbeitete und breitere Stoßfänger. Diese hatten nach US-Norm ausgelegte Pralldämpfer. Damit konnten sie nach einem Aufprall mit 5 Meilen pro Stunde unbeschadet ausfedern, ohne dass es zu Karosserieschäden gekommen wäre. Durch die sehr ausladende Bauform der Stoßstangen wuchs die Fahrzeuglänge auf 4,78 m.
Einstellung des Zweivergasermotors B 20 B. Ersatz weitestgehend durch den Motor B 20 F (145). Die elektronische D-Jetronic von Bosch wird durch eine mechanische K-Jetronic des gleichen Herstellers ersetzt.
Gelbe Warnleuchte im Kombiinstrument für ausgefallene Scheinwerfer. Verlagerung des Tanks hin zur Fahrzeugmitte (näher an der Hinterachse): Im Falle eines Heckaufpralls ist der Tank (60 statt 58 Liter) nun besser geschützt. Damit verbunden ist eine Versetzung des Einfüllstutzens für den Tank weiter nach vorn. Der Einfüllstutzen sitzt nun hinter einer bündig mit der Seitenwand der Karosserie abschließenden Klappe. Die Reserveradmulden entfallen und die Auspuffanlage wird versetzt.
Ebenfalls der Crashsicherheit dienen die neuen Scheibenrahmen: Sie werden nicht mehr aus Aluminium, sondern aus mit der restlichen Tür verschweißtem Stahl gefertigt.
Alle Modellvarianten werden mit H4-Halogenscheinwerfern ausgerüstet; Scheibenwischer für die Hauptscheinwerfer (Abblend-/Fernlicht) lieferbar, in Schweden durch gesetzliche Vorschrift Teil der Serienausstattung. Damit verbunden wird auch das Volumen des Spritzwassertanks vergrößert.
Durch Verbesserung der Innenraumluftzirkulation können die Ausstellfenster in den vorderen Türen entfallen. Ein größerer, anders gestalteter Außenspiegel wird montiert. Veränderungen an der Sitzverstellung.

## Werkstuning: Volvo R-Sport
Unter dem Label „R-Sport“ vertrieb Volvo ab Mitte/Ende der Sechzigerjahre Karosserie- und Motoren-Zubehörsätze, die den Autos ein sportlicheres Auftreten und Leistungssteigerungen ermöglichten. Meistens wurden die R-Sport-Kits von Volvo-Händlern und Werkstätten vertrieben und fachgerecht eingebaut, teilweise (Kanada, Schweiz) wurden derart veränderte Volvos mit dem Zusatz „GT“ versehen und vermarktet. Vor allem die robusten und einfach zu verändernden Vergaser B18/20 mit den Kennbuchstaben A, B und D wurden getunt.
Die folgenden Ausführungen beziehen sich auf Motorentuning, wie es Mitte/Ende der Siebzigerjahre für alle Volvos mit B1 8 und B 20 (1966–1975) Motor verfügbar war. Die Informationen stammen aus dem R-Sport-Katalog für den nordamerikanischen Markt (USA & Kanada), die Produkte waren allerdings unverändert auch in Deutschland erhältlich.
GT Tuning Kit
Das GT Tuning Kit wurde als das straßentaugliche Alltagstuningkit vermarktet. Volvo empfahl es zum Beispiel älteren Motoren, die ohnehin überholt werden mussten. Zunächst wurde der Hubraum von B 18-Motoren auf 2 Liter aufgebohrt, was de facto einen B 20 bedeutet. Durch einen anderen Zylinderkopf mit veränderten Ein-/Auslassventilen stieg die Kompression auf 10,5:1. Dazu kamen eine andere Nockenwelle (Kennbuchstabe K) und ein einzelner Doppelvergaser mit Sportluftfilter anstatt eines oder zwei Einzelvergasern. Im Prinzip wurde also der komplette obere Teile des Motors umgebaut. Aus diesen Veränderungen resultierte eine Leistungssteigerung auf 130 PS bei 6000/min und 177 Nm Drehmoment bei 3500/min.
Stage I & II Tuning Kits
Anders als das alltagstaugliche und verhältnismäßig günstige GT-Kit waren die „Stufenkits“ primär für den Renneinsatz konzipiert und weitaus umfangreicher. Für eine Leistung von 145 PS bei 6000/min und einem Drehmoment von 192 Nm bei 4500/min sorgten zwei Solex 45 mm Doppelvergaser mit Sportluftfiltern in Leichtbauweise zusammen mit einem Aluminium-Ansaugkrümmer, einem veränderten Zylinderkopf (Verdichtung: 10,5:1), einer „F“(Kennbuchstabe)-Nockenwelle und einem 4-2-1-Auspuffkrümmer. Außerdem wurden diverse Teile verstärkt oder besonders robust ausgeführt, um der höheren Belastung standzuhalten und mit nur geringfügig höherem Wartungsaufwand bewegt werden zu können. Die Stufe II setzte die Stufe I voraus und beinhaltete neben dem oben Ausgeführten folgende weitere Veränderungen: Spezialzylinderkopf mit modifizierten Ventilen und tieferen Ventiltellern, eine stärkere Bosch-Zündspule, leichtere Ventilkipphebel und stärkere Dichtungen.
Stage III
Das Stufe-III-Tuningpaket wurde nicht als Gesamtpaket verkauft, sondern basierte darauf, einzelne Teile aus dem Stufe-II-Paket, das logischerweise essentiell war, zu ersetzen: Spezialzylinderkopf mit polierten, größeren Ventil/-öffnungen (Verdichtung 11,0:1), Bosch-Rennzündanlage, „R“-Nockenwelle, polierte Ansauganlage, elektrische Hochleistungsbenzinpumpe, Ölkühler und Venturi-Zerstäuber in den Vergasern resultierten in 175 PS bei 6250/min und 208 Nm Drehmoment bei 4500/min.
Stage IV
Diese Stufe stellt die höchste Evolutionsstufe des B20-Motors dar. Sie leistet 190 PS bei 6500/min und 229 Nm Drehmoment bei 4700/min. Die Leistungssteigerung beruht vor allem im Aufbohren des Motors auf 2200 cm³ und den dafür notwendigen Anpassungen an Zylinderkopf(-dichtung), Ventilen etc. Außerdem wurde in dem Stufe-IV-Kit, dass ebenfalls wie das Stufe-III-Kit nicht als Set, sondern in Einzelteilen zum Ersetzen von Stufe-I-und-II-Teilen verkauft wurde, eine „S“-Nockenwelle und ein Hochleistungsölkühler verbaut. Die Verdichtung betrug 11,5:1.
Sonstige Teile
Neben den Tuning-Kits vertrieb Volvo nahezu alle Motorenteile auch einzeln, was es erlaubte, eigene Kombinationen zusammenzustellen und umzusetzen. Hinzu kamen die oft zwangsweise notwendigen Veränderungen an Antriebsstrang, Kraftübertragung, Bremsen und Fahrwerk.
Allen Tuningmaßnahmen gemein war die abnehmende Alltagstauglichkeit, je weiter die Leistung nach oben geschraubt wurde, da gerade die Hochleistungsstufen III und IV der Tuningkits nur über ein relativ schmales Drehzahlband verfügten, in dem die genannten Spitzenleistungen verfügbar waren. Außerdem sank die Haltbarkeit solcher Motoren selbstverständlich, weshalb sie heute sehr selten sind.
Weitere Zubehörteile im R-Sport-Design waren zum Beispiel Zierstreifen, Schriftzüge, Spoilerkits, Aluminiumfelgen und diverse Zusatzscheinwerfer außen sowie Rennhelme und -sitze, Instrumentencluster und Sportlenkräder innen.

## Schwachstellen
Obwohl der Volvo 140 ein sehr solides Auto ist, weisen heutige Gebrauchtwagen aufgrund des erreichten Alters und der hohen Laufleistung eine Anzahl Schwachstellen auf:
- Rostprobleme: Korrosion an den typischen Stellen sowie dem Rahmen der Frontscheibe. Betroffen sind aufgrund der geringeren Stahlqualität vor allem die in Belgien produzierten Fahrzeuge
- Eingelaufene Nockenwellen auch bei geringen Laufleistungen < 100.000 km. Dieses Problem tritt vor allem auf, wenn das Auto mit wenig Öl bzw. nur auf Kurzstrecken gefahren wird, sodass bestimmte Komponenten nicht richtig „durchgeölt“ werden, wodurch sie sich abschleifen und immer mehr verschleißen.
- Dampfblasenbildungen im und am Vergaser des Sommers, vor allem bei Modellen mit B18-Motor. Dadurch, dass diese direkt über dem sehr heißen Abgaskrümmer platziert sind, kann es nach hoher Belastung (Autobahnfahrt) dazu kommen, dass die Abwärme das Benzin in den Leitungen verdunsten lässt und der Wagen „absäuft“ bzw. sich nicht mehr starten lässt. Abhilfe schafft die Entlüftung des Motorraums bzw. Hitzeschutzbleche, wie sie später bei B20-Modellen serienmäßig vorhanden waren.
- Ein Problem für die Modelle mit Doppelvergasermotor B20 B stellte die im Verlauf der 70er und 80er Jahre schrittweise durchgesetzte Abschaffung (Verbot) von verbleitem Benzin mit 100 Oktan in Deutschland und Europa dar. Anders als die Motoren mit den Kennbuchstaben A, E und F empfahl Volvo für die B-Motoren stets Benzin mit 100 Oktan – statt mit 97 ROZ wie bei den genannten anderen. Deswegen wurden viele Autos später unter Beibehaltung sonstiger Merkmale (Nockenwelle, Zylinderkopf, Zylinderkopfdichtung), teils als Garantie- oder Kulanzleistung, auf einen Stromberg- oder SU-Vergaser „heruntergerüstet“, um weiterhin ohne erhöhten Verschleiß bzw. Motorklopfen bewegt werden zu können. Die so umgerüsteten Motoren leisteten, je nach Zustand, circa 90 PS.
- Als Maßnahme zur Begrenzung der Lautstärke sind außerdem E-Lüfter ein beliebtes Nachrüstobjekt. Serienmäßig waren drehzahlsynchrone, vierblättrige Metalllüfter, die jedoch im Laufe der Zeit durch Haarrisse mit erheblichen Schäden im Motorraum den Dienst quittieren können. Vor allem die bis 1972 hergestellten gelben, einteiligen Lüfter waren von diesem Problem betroffen und wurden von Volvo ausgetauscht. Dennoch gibt es Gebrauchtwagen, die an dieser Rückrufaktion nicht teilgenommen haben und somit gefährdet sind. Die Umrüstung auf einen E-Lüfter mit Thermostatsteuerung hat außerdem den Vorteil, dass der Motor schneller auf idealer Betriebstemperatur ist und dass damit eine minimale Leistungssteigerung um ca. 1–1,5 PS stattfindet.
- Zu Undichtigkeiten neigen die vorderen Ausstellfenster, da die Standard-Öffner bis zum MJ ’73 nur auf die Scheiben aufgeklebt und nach dem Abfallen dort nur schwer wieder zu befestigen sind. Abhilfe schaffen hier Klammerknöpfe vom Zulieferer.
- Weitere Schwachstellen sind: Festfrieren des Kofferraumdeckels, Elektrikprobleme aufgrund von Korrosion oder zeitbedingtem Grünspan sowie Risse und Verfärbungen der Innenausstattung, insbesondere bei Fahrzeugen, die permanent hoher Sonneneinstrahlung ausgesetzt waren/sind.
- Problematisch ist die Nachrüstung eines rechten Außenspiegels, da es einen solchen serienmäßig nur eingeschränkt gab. Die linken Außenspiegel lassen sich zwar verdrehen und auch rechts verbauen, erfüllen dort aber einstellungsbedingt nur einen eingeschränkten Dienst.

## Technische Daten
| Volvo 140                       | 1.8 (Motor B18 A): | 1.8 S (Motor B18 B):                                                                                                   | 2.0 (Motor B20 A): | 2.0 S (Motor B20 B):                                                                                                   | 2.0 E (Motor B20 E):                                                                                                   | 2.0 F (Motor B20 F (nur USA, mit Abgasreinigung)):                                                                     |
| ------------------------------- | --- | --- | --- | --- | --- | --- |
| Motor                           | 4-Zylinder-Reihenmotor (Viertakt), fünffach gelagerte Kurbelwelle OHV-Ventilsteuerung, Nockenwelle mit Stirnradantrieb | 4-Zylinder-Reihenmotor (Viertakt), fünffach gelagerte Kurbelwelle OHV-Ventilsteuerung, Nockenwelle mit Stirnradantrieb | 4-Zylinder-Reihenmotor (Viertakt), fünffach gelagerte Kurbelwelle OHV-Ventilsteuerung, Nockenwelle mit Stirnradantrieb | 4-Zylinder-Reihenmotor (Viertakt), fünffach gelagerte Kurbelwelle OHV-Ventilsteuerung, Nockenwelle mit Stirnradantrieb | 4-Zylinder-Reihenmotor (Viertakt), fünffach gelagerte Kurbelwelle OHV-Ventilsteuerung, Nockenwelle mit Stirnradantrieb | 4-Zylinder-Reihenmotor (Viertakt), fünffach gelagerte Kurbelwelle OHV-Ventilsteuerung, Nockenwelle mit Stirnradantrieb |
| Hubraum                         | 1778 cm³ | 1778 cm³ | 1986 cm³ | 1986 cm³ | 1986 cm³ | |
| Bohrung × Hub                   | 84,14 × 80 mm | 84,14 × 80 mm | 88,9 × 80 mm | 88,9 × 80 mm | 88,9 × 80 mm | |
| Leistung bei 1/min              | 55 kW (75 PS) bei 5000                                                                                                 | 74 kW (100 PS) bei 6000                                                                                                | 60 kW (82 PS) bei 4700                                                                                                 | 74 kW (100 PS) bei 5800                                                                                                | 91 kW (124 PS) bei 6000                                                                                                | 84 kW (115 PS) bei 6000                                                                                                |
| Max. Drehmoment bei 1/min       | 148 Nm bei 2300 | 151 Nm bei 3500 | 163 Nm bei 2300 | 158 Nm bei 3500 | 173 Nm bei 3500 | |
| Verdichtung                     | 8,7:1 | 10,0:1 | 8,7:1 | 9,3:1 | 10,5:1 | |
| Gemischaufbereitung             | 1 Fallstromvergaser Zenith-Stromberg 175CD25                                                                           | 2 Horizontalvergaser SU HS6                                                                                            | 1 Horizontalvergaser Zenith-Stromberg 175CD2SE                                                                         | 2 Horizontalvergaser SU HIF6                                                                                           | Elektronische Benzineinspritzung Bosch D-Jetronic                                                                      | |
| Ventilsteuerung                 | Seitliche Nockenwelle, Antrieb über Zahnräder                                                                          | Seitliche Nockenwelle, Antrieb über Zahnräder                                                                          | Seitliche Nockenwelle, Antrieb über Zahnräder                                                                          | Seitliche Nockenwelle, Antrieb über Zahnräder                                                                          | Seitliche Nockenwelle, Antrieb über Zahnräder                                                                          | |
| Kühlung                         | Wasserkühlung | Wasserkühlung | Wasserkühlung | Wasserkühlung | Wasserkühlung | |
| Getriebe                        | 4-Gang-Getriebe, Mittelschaltung a. W. Overdrive oder Borg-Warner-Dreigangautomatik Hinterradantrieb                   | 4-Gang-Getriebe, Mittelschaltung a. W. Overdrive oder Borg-Warner-Dreigangautomatik Hinterradantrieb                   | 4-Gang-Getriebe, Mittelschaltung a. W. Overdrive oder Borg-Warner-Dreigangautomatik Hinterradantrieb                   | 4-Gang-Getriebe, Mittelschaltung a. W. Overdrive oder Borg-Warner-Dreigangautomatik Hinterradantrieb                   | 4-Gang-Getriebe, Mittelschaltung a. W. Overdrive oder Borg-Warner-Dreigangautomatik Hinterradantrieb                   | |
| Radaufhängung vorn              | Doppelte Dreieckslenker, Schraubenfedern                                                                               | Doppelte Dreieckslenker, Schraubenfedern                                                                               | Doppelte Dreieckslenker, Schraubenfedern                                                                               | Doppelte Dreieckslenker, Schraubenfedern                                                                               | Doppelte Dreieckslenker, Schraubenfedern                                                                               | |
| Radaufhängung hinten            | Starrachse, 4 paarweise gleich lange Längslenker, Panhardstab, Schraubenfedern                                         | Starrachse, 4 paarweise gleich lange Längslenker, Panhardstab, Schraubenfedern                                         | Starrachse, 4 paarweise gleich lange Längslenker, Panhardstab, Schraubenfedern                                         | Starrachse, 4 paarweise gleich lange Längslenker, Panhardstab, Schraubenfedern                                         | Starrachse, 4 paarweise gleich lange Längslenker, Panhardstab, Schraubenfedern                                         | |
| Bremsen                         | Scheibenbremsen rundum (Durchmesser 29,5 cm), Bremskraftverstärker                                                     | Scheibenbremsen rundum (Durchmesser 29,5 cm), Bremskraftverstärker                                                     | Scheibenbremsen rundum (Durchmesser 29,5 cm), Bremskraftverstärker                                                     | Scheibenbremsen rundum (Durchmesser 29,5 cm), Bremskraftverstärker                                                     | Scheibenbremsen rundum (Durchmesser 29,5 cm), Bremskraftverstärker                                                     | |
| Lenkung                         | Schneckenlenkung | Schneckenlenkung | Schneckenlenkung | Schneckenlenkung | Schneckenlenkung | |
| Karosserie                      | Stahlblech, selbsttragend                                                                                              | Stahlblech, selbsttragend                                                                                              | Stahlblech, selbsttragend                                                                                              | Stahlblech, selbsttragend                                                                                              | Stahlblech, selbsttragend                                                                                              | |
| Spurweite vorn/hinten           | 1350/1350 mm | 1350/1350 mm | 1350/1350 mm | 1350/1350 mm | 1350/1350 mm | |
| Radstand                        | 2600 mm (ab 1970: 2620 mm)                                                                                             | 2600 mm (ab 1970: 2620 mm)                                                                                             | 2600 mm (ab 1970: 2620 mm)                                                                                             | 2600 mm (ab 1970: 2620 mm)                                                                                             | 2600 mm (ab 1970: 2620 mm)                                                                                             | |
| Abmessungen                     | 4640 × 1710 × 1440 (Kombi: 1450) mm                                                                                    | 4640 × 1710 × 1440 (Kombi: 1450) mm                                                                                    | 4640 × 1710 × 1440 (Kombi: 1450) mm                                                                                    | 4640 × 1710 × 1440 (Kombi: 1450) mm                                                                                    | 4640 × 1710 × 1440 (Kombi: 1450) mm                                                                                    | |
| Leergewicht                     | 1150–1310 kg | 1150–1310 kg | 1170–1270 kg | 1170–1270 kg | 1170–1270 kg | |
| Höchstgeschwindigkeit           | 155 km/h | 165 km/h | ca. 146 (Dreigangautomatik) –155 km/h                                                                                  | ca. 155–165 km/h | ca. 170–175 km/h | |
| 0–100 km/h                      | 16,5 s | 12,5 s | nicht angegeben | nicht angegeben | nicht angegeben | |
| Verbrauch (Liter/100 Kilometer) | 11–12 S | 11–12 S | 10–14 S | 10–14 S | 10–14 S | |
| Preis (DM) (SFr)                | 10.300–11.360 (1968) 13.300–15.800 (1968)                                                                              | 10.300–11.360 (1968) 13.300–15.800 (1968)                                                                              | 13.490–16.885 (1973) 14.950–20.950 (1973)                                                                              | 13.490–16.885 (1973) 14.950–20.950 (1973)                                                                              | 13.490–16.885 (1973) 14.950–20.950 (1973)                                                                              | |

## Sonstiges
Am 7. April 1973 nahm das damals neutrale Schweden diplomatische Beziehungen zu Nordkorea auf.
Vor 50 Jahren eröffnete Schweden eine Botschaft (die erste Botschaft eines westlichen Landes) in Nordkoreas Hauptstadt Pjöngjang.
Das Regime unter dem stalinistischen Diktator Kim Il-sung bestellte 1.000 Volvos in Schweden und erhielt sie auch, bezahlte sie aber nie. Sowjetdiplomaten nannten dies den „größten Autodiebstahl der Geschichte“.